# Ibanez GAX
Az Ibanez GAX elektromos gitárokat a japán Ibanez hangszercég készíti összesen négyféle változatban. A GAX modellek a cég belépő szintű hangszerei, melyekkel azonban sokkal jobb minőségűek, mint más cégek ilyen jellegű gitárjai, így akár profi zenészek számára is jelenthetnek alternatívát.
Az Ibanez honlapja szerint a GAX modelleket azoknak szánják, akik hangzás tekintetében vissza akarnak térni a rock alapjaihoz. A GAX teste a klasszikus Les Paul formát követi, azzal a különbséggel, hogy a test oldala lekerekítettebb, illetve a doublecut Les Paul-okhoz hasonlóan két bevágással rendelkezik. A gitár két ikertekercses hangszedővel, és ehhez tartozó háromállású hangszedőváltóval, valamint – a GAX30-as modell kivételével – négy szabályzó potméterrel rendelkeznek: egy-egy hangerő, illetve hangszínszabályzó. A fej 3+3-as elrendezésű, azaz mindkét oldalon 3 hangolókulcs kapott helyet.
A GAX30 (a képen) nem tremolós húrlábbal azaz fix húrlábbal, és csak két szabályzóval rendelkezik; A GAX70-es modell BR-EG híddal szerelt, és már négy szabályzót használ, csakúgy mint a GAX70L. A GAX75-ös egyedi '„Short Stop II w”, illetve „Downshifter” hangszedőkkel rendelkezik.

## Külső hivatkozások
- Ibanez GAX modellek
- A Harmony Central leírása
- Ibanez GAX30 leírás